# 刺激! Visual Shock Vol.2.0
Visual Shock Vol. 2 ~ 刺激! è la seconda videocassetta degli X Japan pubblicata sotto la CBS/SONY. Il retro della VHS riporta tutti i dettagli delle registrazioni e i luoghi in cui sono state effettuate:
- 88.9.1 Shinjuku Location
- 88.9.4 Kyoto Sports Valley
- 88.10.30 Club Città Kawasaki and other Live House Gigs
- 89.2.25, 27 Promotion Video shooting (for Kurenai)
- 89.3.16 Tokyo Shibuya Kohkaido
- 89.4.30 Nagoya Rock Wave
- 89.6~7 New York (Toshi, Pata, Hide, Taiji), Paris (Yoshiki)
- 89.8.19 Kawaguchiko The Rock Kids
- 89.8.20 Sendai R&R Olympic
- 89.8.28 Osaka Am Hall
- 89.9.11~13 Promotion Video Shooting (for Endless Rain)
- 89.9.17 Kyoto Sports Valley
- 89.9.29 Rose & Blood Tour (Urawa
- ...and more

## Tracce
1. Vanishing Love (YOSHIKI - YOSHIKI)
2. XClamation (HIDE & TAIJI)
3. 紅 (YOSHIKI - YOSHIKI)
4. Celebration (HIDE - HIDE)
5. Rose of Pain (YOSHIKI - YOSHIKI)
6. Blue Blood (YOSHIKI - YOSHIKI)
7. オルガスム (Hitomi Shiratori - YOSHIKI)
8. X (Hitomi Shiratori - YOSHIKI)
9. Endless Rain (YOSHIKI - YOSHIKI)
10. Unfinished (YOSHIKI - YOSHIKI)

## Formazione
- Toshi - voce
- TAIJI - basso
- PATA - chitarra
- Hide - chitarra
- Yoshiki - batteria & pianoforte